# Diocèse de Tanjore
Le diocèse de Tanjore/Thanjavur est un diocèse de l'Église catholique situé dans la ville de Tanjore, dans la province ecclésiastique de Pondichéry et Cuddalore en Inde. 

## Histoire
Le diocèse est créé le 13 novembre 1952 par démembrement du diocèse de Saint-Thomas de Méliapour.
L'histoire de l'Église en Inde est aussi ancienne que le christianisme lui-même. Saint Thomas, l'un des douze apôtres de Jésus-Christ, est l'évangélisateur de l'Orient, notamment de l'Inde. Plusieurs sources attestent que saint Thomas a évangélisé les côtes est et ouest de l'Inde du Sud, en particulier à Madras et à Kollam dans l'État actuel du Kerala. 
En 1606, sous le régime du Padroado, est créé le diocèse de Mylapore. Il devient le deuxième plus grand diocèse d'Inde. Jusqu'en 1950, Mylapore relevait de la juridiction directe de la Congrégation pour la propagande de la foi. 
En 1952, le diocèse est démembré: une partie intègre l'archidiocèse de Madras, l'autre devient le diocèse de Thanjavur. 
Le diocèse de Thanjavur est séparé du diocèse de Mylapore le 23 novembre 1952 par le Saint-Siège et est érigé en diocèse par la bulle Ex Primaevae Ecclesiae du pape Pie XII. 

## Missions dans le diocèse
Le territoire de l'actuel diocèse de Thanjavur a été la cible de nombreuses congrégations missionnaires, en particulier des missionnaires portugais du Padroado venant de Goa, mais aussi des franciscains, augustins, jésuites, des Missions étrangères de Paris (MEP), des salésiens et du clergé diocésain. 

## Géographie du diocèse
A l'heure actuelle, le diocèse de Thanjavur s'étend sur 9 583 km² et comprend l'ensemble des districts de Thiruvarur, de Nagapattinam et de Mayiladuthurai, et une grande partie du district de Thanjavur (à l'exception de deux taluks de Papanasam et Kumbakonam, qui forment le diocèse de Kumbakonam). Il couvre également six taluks du district de Pudukottai et deux taluks du district de Cuddalore. 

## Pasteurs du diocèse
Le 25 mars 1953, Mgr Sundaram est nommé pour être le premier évêque de Thanjavur. Ayant choisi pour devise "Cor Jesu et Mariae spes mea", il met en application ses compétences de gestion et d'administration pour bâtir un diocèse à partir de rien. Sous sa direction, le diocèse connaît un fort développement. Après 33 ans d'épiscopat, Mgr Sundaram se retire en 1986. Son successeur est Mgr P. Arokiaswamy, jusqu'alors archevêque de Bangalore, qui reste archevêque à titre personnel. Il dirige le diocèse du 26 novembre 1986 au 28 juin 1997. Le même jour, le père Devadass Ambrose Mariadoss est nommé pour lui succéder ; il reçoit la consécration le 24 septembre 1997. 

## Évêques et prêtres originaires du diocèse
À la création du diocèse, celui-ci ne s'appuyait que sur 48 prêtres, dont beaucoup étaient âgés. Devant le besoin urgent de prêtres, l'évêque crée un petit séminaire en 1953 à Thanjavur qui, en 46 ans, formera plus de 165 prêtres. À l'heure actuelle, le diocèse compte 184 prêtres, dont neuf sont à la retraite. 
Par ailleurs, cinq prêtres du diocèse ont accédé à l'épiscopat : 
- Mgr Abraham Aruliah Somavarapa, évêque émérite de Kadapa
- Mgr Siluvaimathu Teresanathan Amalnather, évêque émérite de Tuticorin
- Mgr Gabriel Lawrence Sengol, évêque émérite de Tiruchirapalli
- Mgr Antonysamy Francis, évêque de Kumbakonam
- Mgr D. A. Mariadoss, évêque de Thanjavur.

## Religieux et religieuses dans le diocèse
La vie consacrée est présente dans le diocèse, notamment au travers de communautés salésiennes, carmes (OCD), missionnaires de Saint François de Sales (MSFS) et des frères du Sacré-Cœur. 481 religieuses appartenant à 22 congrégations différentes contribuent également à la mission du diocèse. 

## Enseignement
Le diocèse a créé 44 orphelinats destinés en particulier aux enfants pauvres, pour la plupart attachés aux paroisses, qui donnent une formation intégrale sans tenir compte de la caste, de la religion ou de la langue. Le diocèse de Thanjavur est celui possédant le plus grand nombre d'orphelinats d'Inde. L'enseignement catholique passe aussi par 103 lycées, collèges et écoles et 3 centres de formation industrielle. 

## Service social
Le diocèse met en œuvre des programmes de formation, de sensibilisation à la santé et à l'hygiène et d'auto-développement tels que des coopératives de crédit. Il y a deux centres de services sociaux dans le diocèse : Thanjavur Multipurpose Social Service Society - TMSSS ayant son bureau central à Thanjavur et Pudukkottai Multipurpose Social Service Society - PMSSS ayant son bureau central à Pudukkottai.

## Ministères pastoraux
Il n'y avait que 41 paroisses au début du diocèse. Il y a actuellement 74 paroisses et 948 relais locaux. La population catholique du diocèse s'élève à environ 200 000 personnes. 

## Publications du diocèse
Le diocèse publie deux magazines mensuels, un en anglais (Vailankanni Calling) et un autre en langue locale (Vailankanni Kuraloli en langue tamoule) pour propager la dévotion à Notre-Dame de la Bonne Santé, Velankanni. Outre ces deux magazines, il existe également d'autres publications dans le diocèse : une lettre d'information diocésaine et une lettre officielle publiées chaque mois, Deiva Saptham - une publication mensuelle du Centre charismatique diocésain, Urimai Vazhvu - publiée par TMSSS et des petits dépliants et brochures publiés par Oli Nilayam, un centre d'enquête catholique à Thanjavur. 

## Sanctuaire de la basilique de Velankanni
Ce sanctuaire marial est connu en Inde comme le "Lourdes de l'Orient". Au XVIe siècle, Notre-Dame y est apparue à un garçon boiteux à Vailankanni et a sauvé des marins portugais lorsqu'ils ont été pris dans la tempête. De nombreux miracles se produisent dans ce sanctuaire dédié à Notre-Dame de la Bonne Santé, Velankanni.   

## Églises spéciales
- Basiliques: 
  - Basilique Notre-Dame de la Bonne Santé, Velankanni
  - Basilique Notre-Dame de Lourdes, Poondi